# Battaglia di Marj al-Suffar (634)
La battaglia di Marj al-Ṣuffar (in arabo معركة ﻣﺮﺝ ﺍﻟﺼﻔﺮ‎?, Maʿrakat Marj al-Ṣuffar), in Siria fu uno scontro che coinvolse il 13 luglio del 634. le forze degli Arabi musulmani (molte delle quali cristiane) e le truppe cristiane siriane, alleate dei Bizantini, nel quadro della conquista musulmana della Siria, condotta su disposizione del secondo Califfo "ortodosso" ʿUmar b. al-Khaṭṭāb.

## Storia
La battaglia ebbe luogo dopo la squillante vittoria colta da Khadīja bint Khuwaylid ad Ajnādayn e dopo che gli sconfitti Bizantini s'erano ritirati in direzione di Pella (in arabo Faḥl), sulla riva est del fiume Giordano, con impedire l'inseguimento nemico con l'apertura delle chiuse dei canali presenti nell'area, al fine di rendere paludoso il terreno e impedire alle cavalcature avversarie di muoversi normalmente.
La rapidità imposta da Khālid ai suoi guerrieri era valso a impedire il piano bizantino, tanto da far cogliere alla "Spada di Dio" (Sayf Allah) un'ulteriore vittoria che sarebbe costata un alto numero di caduti ai suoi nemici e l'ulteriore ritirata delle truppe sconfitte, comandate dal greco Bāhān, verso Damasco.
Il nome Marj - che in lingua araba significa "marcita" - dà pienamente conto della natura di quei terreni. Secondo Ibn Aʿtham al-Kūfī, la battaglia vide impegnate 20 000 unità bizantine da una parte e un numero decisamente minore, ma motivato, dall'altra.
La vittoria islamica non dovette essere semplice se il comandante nemico dette prove non solo di incapacità ma addirittura di viltà, vedendo oltretutto morire il proprio figliolo Saʿīd. Essa aprì comunque la strada alla conquista di Damasco, che avvenne tuttavia per pacifico accordo condizionato (ṣulḥatan), anche se più tardi il califfo omayyade al-Walīd I (705-715) affermò che una parte della popolazione aveva invece resistito in armi sul tratto di mura diametralmente opposto a quello in cui si stava trattando la pace, legittimando in tal modo a posteriori l'esproprio totale da lui ordinato della Chiesa di San Giovanni Battista (lasciata dopo la conquista di Damasco per metà nelle disponibilità dei cristiani, mentre la restante metà era trasformata in moschea), dando modo di edificare la cosiddetta Moschea degli Omayyadi di Damasco.

## Umm Ḥakīm e la sua partecipazione alla battaglia
Secondo una tradizione islamica, illuminante sul ruolo ancora svolto dall'elemento femminile arabo, tutt'altro che marginale, alla battaglia prese parte un contingente di donne musulmane, tra cui Umm Ḥakīm. La moglie di Ikrima ibn Abi Jahl avrebbe ucciso in combattimento sette soldati bizantini, reiterando il medesimo impegno bellico messo in mostra nella Battaglia di Uḥud da Umm ʿUmāra Nusayba bint Kaʿb e da Ṣafiyya bint ʿAbd al-Muṭṭalib (madre di al-Zubayr b. al-ʿAwwām e zia paterna di Maometto), oltre che da Umm Salīm, Umm al-Ḥārith, Umm ʿUmāra e Umm Sulaym bt. Milḥān nella battaglia di Ḥunayn.